# Grafton Regis
Grafton Regis is een civil parish in het bestuurlijke gebied South Northamptonshire, in het Engelse graafschap Northamptonshire.

## Geboren
- Elizabeth Woodville (1437-1492), Koningin van Engeland